# Prostomis subtilis
Prostomis subtilis is een keversoort uit de familie Prostomidae. De wetenschappelijke naam van de soort is voor het eerst geldig gepubliceerd in 1994 door Szallies.